# 浙江大青
浙江大青（学名：Clerodendrum kaichianum）是唇形科大青属的植物，为中国的特有植物。分布在中国大陆的浙江、江西、安徽、福建等地，生长于海拔500米至1,300米的地区，常生于山坡阔叶林、山谷以及溪边路旁，目前尚未由人工引种栽培。

## 别名
凯基大青（黄山植物研究）